# Château d'Allemagne-en-Provence
Le château d'Allemagne-en-Provence est situé sur le territoire de la commune française d'Allemagne-en-Provence, dans le département des Alpes-de-Haute-Provence et la région Provence-Alpes-Côte d'Azur.

## Localisation
Le château est bâti près du Colostre, un affluent du Verdon sur la commune d'Allemagne-en-Provence, dans le département français des Alpes-de-Haute-Provence.

## Historique
Possessions des barons de Castellane, ces derniers s'y retranchent, au milieu du XIIIe siècle, derrière l'enceinte de cinq tours, aujourd'hui disparue, après qu'ils ont été chassés de leur fief, à la suite de leurs soutiens aux révoltes marseillaises.
Le château d'Allemagne-en-Provence est construit par François de Castellane, puis achevé par son fils Melchior de Castellane, au début du XVe siècle. Le bâtiment est élevé à partir d'un ancien donjon, attesté en 1380.
En 1586, Jeanne de Grasse résiste durant seize jours face aux ligueurs, en attendant une armée de secours protestantes menée par son époux le baron Nicolas du Mas de Castellane, qui est tué d'un tir de mousquet, alors qu'il rejoint le château, après la bataille.
Leur fils, Alexandre du Mas épouse Marthe d'Oraison, le 14 octobre 1610, dans la chapelle du château de Cadenet. L’année suivante, il meurt à Aix-en-Provence, ainsi qu' Anibal de Forbin, baron de la Roque, son cousin dans leur duel pour un point d'honneur. Marthe se retrouve veuve. Elle élève Gabrielle du Mas, leur fille qui en épousant le 27 juin 1624, à Pertuis, Antoine de Villeneuve devient Marquise de Trans et des Arcs. Marthe d'Oraison (1590-1627) baronne d'Allemagne-en-Provence, vicomtesse de Valernes est la fondatrice du couvent des Capucines à Marseille . 
La famille des Castellane reste propriétaire du château jusqu'à la fin du XVIe siècle, puis il passe aux mains de plusieurs familles provençales, notamment celle du marquis Rippert-Monclar, en 1839, qui lance une campagne de travaux et de restaurations, poursuivie par son fils, François Rippert-Barret, marquis de Monclar. En 1936, la veuve de ce dernier lègue le château aux écoles libres du diocèse de Digne et d'Avignon.
Juste après la Seconde Guerre mondiale, le château est racheté par le syndicat des confiseurs d'Apt. Il est transformé  en colonie de vacances jusqu'en 1977. À cette date, le château est acheté par monsieur et madame Ruger.

## Description
A l'origine il y avait un grand donjon carré. Au XVIe siècle, le bâtiment est percé de fenêtres richement décorées et complété de logis disposés autour d'une cour de plan rectangulaire flanqués de tours rondes.
L'ensemble constitue un mélange de donjon médiéval, de manoir Renaissance et de mas provençal.

## Protection
Le château est classé au titre des monuments historiques par arrêté du 2 septembre.